# 下佐谷村助六
下佐谷村 助六（しもさやむら すけろく、? - 安永8年9月16日（1779年10月25日））は、江戸時代中期の一揆指導者、義民。通称、与惣左衛門。

## 経歴・人物
大身旗本（交代寄合）である本堂氏の知行地（志筑藩参照。当時の領主は本堂親房）であった常陸国新治郡下佐谷村（現在の茨城県かすみがうら市下佐谷）の百姓。増税に反対した志筑藩領の25の村の百姓が集まり、安永7年12月28日（1779年2月14日 ）領主の江戸屋敷に押しかけ強訴した助六一揆を指導。頭取として捕えられ獄門に処された。
首は下佐谷村でひそかに埋葬され、「助六の首塚」としてかすみがうら市指定文化財となっている。